# Razonamiento deductivo
El razonamiento deductivo o deducción es el proceso de sacar inferencias deductivas. Una inferencia es deductivamente válida si su conclusión se sigue lógicamente de sus premisas, es decir, si es imposible que las premisas sean verdaderas y la conclusión falsa. Por ejemplo, la inferencia de las premisas "todos los hombres son mortales" y "Sócrates es hombre" a la conclusión "Sócrates es mortal" es deductivamente válida. Un argumento es sólido  si es válido y todas sus premisas son verdaderas. Algunos teóricos definen la deducción en términos de las intenciones del autor para facilitar la distinción entre el razonamiento deductivo válido y el inválido.
La psicología se interesa por el razonamiento deductivo como un proceso psicológico, es decir, por la forma en que las personas realmente sacan inferencias. La lógica, por otro lado, se centra en la relación deductiva de consecuencia lógica entre las premisas y la conclusión o en cómo la gente debe sacar inferencias. Algunos entienden esta relación en términos de los posibles valores de verdad de interpretaciones. Otros, en cambio, se centran en las reglas de inferencia válidas. Una regla de inferencia es un esquema para sacar una conclusión de un conjunto de premisas basándose únicamente en su forma lógica. Hay varias reglas de inferencia, como el modus ponens y el modus tollens. Los argumentos deductivos inválidos, que no siguen una regla de inferencia, se llaman falacias formales. Las reglas de inferencia son reglas definitorias y contrastan con las reglas estratégicas, que especifican qué inferencias hay que sacar para llegar a una conclusión prevista. El razonamiento deductivo contrasta con el razonamiento no deductivo o ampliativo. Para los argumentos ampliativos, como los argumentos inductivos o abductivos, las premisas ofrecen un apoyo más débil a su conclusión: la hacen más probable, pero no garantizan su verdad. Compensan este inconveniente al poder proporcionar información genuinamente nueva que no se encuentra ya en las premisas, a diferencia de los argumentos deductivos.
La psicología cognitiva investiga los procesos mentales responsables del razonamiento deductivo. Uno de sus temas se refiere a los factores que determinan si las personas saquen inferencias deductivas válidas o inválidas. Un factor es la forma del argumento: por ejemplo, las personas tienen más éxito con los argumentos de la forma modus ponens que con el modus tollens. Otro es el contenido de los argumentos: es más probable que la gente crea que un argumento es válido si la afirmación hecha en su conclusión es plausible. Un hallazgo general es que las personas tienden a obtener mejores resultados en casos realistas y concretos que en casos abstractos. Las teorías psicológicas del razonamiento deductivo pretenden explicar estos resultados proporcionando una explicación de los procesos psicológicos subyacentes. Las teorías más conocidas son la teoría de la lógica mental, la teoría de los modelos mentales y la teoría del proceso dual.
El problema del razonamiento deductivo es relevante para varios campos y cuestiones. La epistemología trata de comprender cómo la justificación se transfiere de la creencia en las premisas a la creencia en la conclusión en el proceso de razonamiento deductivo. La controvertida tesis del deductivismo niega que haya otras formas correctas de inferencia además de la deducción. La deducción natural es un tipo de sistema de prueba basado en reglas de inferencia simples y evidentes. En filosofía, el método geométrico es una forma de filosofar que parte de un pequeño conjunto de axiomas evidentes y trata de construir un sistema lógico integral utilizando el razonamiento deductivo.

## Definición
El razonamiento deductivo es el proceso psicológico de sacar inferencias deductivas. Una inferencia es un conjunto de premisas junto con una conclusión. Este proceso psicológico parte de las premisas y razona para llegar a una conclusión basada en y apoyada por estas premisas. Si el razonamiento se hizo correctamente, resulta en una deducción válida: la verdad de las premisas asegura la verdad de la conclusión. Por ejemplo, en el argumento silogístico "todas las ranas son anfibios; ningún gato es anfibio; por lo tanto, ningún gato es rana", la conclusión es verdadera porque sus dos premisas son verdaderas. Pero incluso los argumentos con premisas equivocadas pueden ser deductivamente válidos si obedecen a este principio, como en "todas las ranas son mamíferos; ningún gato es mamífero; por lo tanto, ningún gato es rana". Si las premisas de un argumento válido son verdaderas, entonces se llama argumento sólido.
La relación entre las premisas y la conclusión de un argumento deductivo generalmente se conoce como "consecuencia lógica". Según Alfred Tarski, la consecuencia lógica tiene tres características esenciales: es necesaria, formal y conocible a priori. Es necesaria en el sentido de que las premisas de los argumentos deductivos válidos hacen la conclusión necesaria: es imposible que las premisas sean verdaderas y la conclusión falsa, independientemente de cualquier otra circunstancia. La consecuencia lógica es formal en el sentido de que depende solo de la forma o la sintaxis de las premisas y la conclusión. Esto significa que la validez de un argumento en particular no depende de los contenidos específicos de este argumento. Si es válido, entonces cualquier argumento con la misma forma lógica también es válido, sin importar cuán diferente sea en el nivel de sus contenidos. La consecuencia lógica es conocible a priori en el sentido de que no es necesario ningún conocimiento empírico del mundo para determinar si una deducción es válida. Por lo tanto, no se necesita realizar ninguna forma de investigación empírica. Algunos lógicos definen la deducción en términos de mundos posibles: una inferencia deductiva es válida si y solo si no hay ningún mundo posible en el que su conclusión sea falsa mientras sus premisas sean verdaderas. Esto significa que no hay contraejemplos: la conclusión es verdadera en todos estos casos, no solo en la mayoría de los casos.
Se ha argumentado en contra de esta y otras definiciones similares que no logran distinguir entre razonamiento deductivo válido e inválido, es decir, que dejan abierta la cuestión de si hay inferencias deductivas inválidas y cómo definirlas. Algunos autores definen el razonamiento deductivo en términos psicológicos para evitar este problema. Según Mark Vorobey, si un argumento es deductivo depende del estado psicológico de la persona que hace el argumento: "Un argumento es deductivo si, y solo si, el autor del argumento cree que la verdad de las premisas hace necesario (garantiza) la verdad de la conclusión". Una formulación similar sostiene que el orador afirma o tiene la intención de que las premisas ofrezcan apoyo deductivo para su conclusión. Esto a veces se clasifica como una definición de deducción determinada por el hablante (speaker-determined definition), ya que también depende del hablante si el argumento en cuestión es deductivo o no. Para las definiciones sin hablante (speakerless definitions), por otro lado, solo el argumento mismo importa independientemente del hablante. Una ventaja de este tipo de formulación es que permite distinguir entre argumentos deductivos buenos o válidos y malos o inválidos: el argumento es bueno si la creencia del autor sobre la relación entre las premisas y la conclusión es verdadera, de lo contrario es malo. Una consecuencia de este enfoque es que los argumentos deductivos no pueden identificarse por la ley de inferencia que utilizan. Por ejemplo, un argumento de la forma modus ponens puede ser no deductivo si las creencias del autor son lo suficientemente confusas. Esto conlleva un inconveniente importante de esta definición: es difícil de aplicar a casos concretos, ya que las intenciones del autor generalmente no se declaran explícitamente.
El razonamiento deductivo se estudia en la lógica, la psicología y las ciencias cognitivas. Algunos teóricos enfatizan en su definición la diferencia entre estos campos. Desde este punto de vista, la psicología estudia el razonamiento deductivo como un proceso mental empírico, es decir, lo que ocurre cuando los seres humanos razonan. Pero la pregunta descriptiva de cómo sucede el razonamiento real es diferente de la pregunta normativa de cómo debería suceder o qué constituye un razonamiento deductivo correcto, que es estudiado por la lógica. Esto a veces se expresa afirmando que, estrictamente hablando, la lógica no estudia el razonamiento deductivo, sino la relación deductiva entre las premisas y la conclusión, conocida como consecuencia lógica. Pero esta distinción no siempre se observa con precisión en la literatura académica. Un aspecto importante de esta diferencia es que la lógica no está interesada en si la conclusión de un argumento es sensata. Así, de la premisa "la impresora tiene tinta" se puede sacar la conclusión inútil "la impresora tiene tinta y la impresora tiene tinta y la impresora tiene tinta", lo que tiene poca relevancia desde un punto de vista psicológico. En cambio, los razonadores reales suelen intentar eliminar información redundante o irrelevante y hacer más explícita la información relevante. El estudio psicológico del razonamiento deductivo también se ocupa de cuán buenas son las personas para sacar inferencias deductivas y de los factores que determinan su rendimiento. Las inferencias deductivas se encuentran tanto en el lenguaje natural como en los sistemas lógicos formales, como la lógica proposicional.

## Ejemplo
Un ejemplo de razonamiento deductivo es el siguiente:
1. Todos los metales son maleables
2. El oro es un metal
3. Por lo tanto, el oro es maleable

La primera premisa afirma que todos los objetos clasificados como «metales» tienen el atributo «ser maleables». La segunda premisa asegura que «el oro» es clasificado como «metal» (miembro del conjunto «metales»). Por silogismo, se puede concluir entonces que «el oro» debe ser «maleable», pues hereda este atributo a partir de su clasificación como «metal». Esta forma de argumento se conoce como silogismo y en este caso tenemos la primera forma de silogismo, los griegos de la antigüedad recordaban estas formas con nombres de personas por las vocales: Esta corresponde a DARIO en la primera forma de silogismo. A: Universal Afirmativa, I: Particular Afirmativa.

## Concepciones de la deducción
Los argumentos deductivos difieren de los argumentos no deductivos en que la verdad de sus premisas asegura la verdad de su conclusión. Hay dos concepciones importantes de lo que esto significa exactamente. Se denominan enfoque sintáctico y enfoque semántico. Según el enfoque sintáctico, si un argumento es deductivamente válido depende solo de su forma, sintaxis o estructura. Dos argumentos tienen la misma forma si utilizan el mismo vocabulario lógico en el mismo orden, incluso si sus contenidos difieren. Por ejemplo, los argumentos "si llueve, entonces la calle estará mojada; llueve; por lo tanto, la calle estará mojada" y "si la carne no se enfría, entonces se pudrirá; la carne no se enfría; por lo tanto, se pudrirá" tienen la misma forma lógica: siguen el modus ponens. Su forma puede expresarse de manera más abstracta como "si A entonces B; A; por lo tanto, B" para hacer explícita la sintaxis común. Hay varias otras formas lógicas válidas o reglas de inferencia, como el modus tollens o la eliminación de la disyunción. El enfoque sintáctico sostiene que un argumento es deductivamente válido si y solo si su conclusión puede deducirse de sus premisas utilizando una regla de inferencia válida. Una dificultad para el enfoque sintáctico es que normalmente es necesario expresar el argumento en un lenguaje formal para poder evaluar si es válido. Pero dado que el problema de la deducción también es relevante para los lenguajes naturales, esto a menudo trae consigo la dificultad de traducir el argumento del lenguaje natural a un lenguaje formal, un proceso que conlleva varios problemas propios. Otra dificultad se debe al hecho de que el enfoque sintáctico depende de la distinción entre rasgos formales y no formales. Si bien existe un amplio acuerdo con respecto a los casos paradigmáticos, también hay varios casos controvertidos en los que no está claro cómo debe establecerse esta distinción.
El enfoque semántico propone una definición alternativa de la validez deductiva. Se basa en la idea de que las oraciones que constituyen las premisas y conclusiones deben interpretarse para determinar si el argumento es válido. Esto significa que se atribuyen valores semánticos a las expresiones utilizadas en las oraciones, como la referencia a un objeto para términos singulares o un valor de verdad para oraciones atómicas. El enfoque semántico también se denomina enfoque teórico de modelos, ya que la rama de las matemáticas conocida como teoría de modelos se utiliza a menudo para interpretar estas oraciones. Por lo general, son posibles muchas interpretaciones diferentes, como si un término singular se refiere a un objeto o a otro. Según el enfoque semántico, un argumento es deductivamente válido si y solo si no hay ninguna interpretación posible donde sus premisas son verdaderas y su conclusión falsa. Algunas objeciones al enfoque semántico se basan en la afirmación de que la semántica de un lenguaje no puede expresarse en el mismo lenguaje, es decir, que es necesario un metalenguaje más rico. Esto implicaría que el enfoque semántico no puede proporcionar un relato universal de la deducción para el lenguaje como un medio que lo abarca todo.

## Reglas de inferencia
El razonamiento deductivo generalmente ocurre aplicando reglas de inferencia. Una regla de inferencia es una forma o esquema de sacar una conclusión a partir de un conjunto de premisas. Esto suele ocurrir basándose solo en la forma lógica de las premisas. Una regla de inferencia es válida si, cuando se aplica a premisas verdaderas, la conclusión no puede ser falsa. Un argumento particular es válido si sigue una regla de inferencia válida. Los argumentos deductivos que no siguen una regla de inferencia válida se denominan falacias formales: la verdad de sus premisas no asegura la verdad de su conclusión.
En algunos casos, si una regla de inferencia es válida depende del sistema lógico que se utilice. El sistema lógico dominante es la lógica clásica y las reglas de inferencia enumeradas aquí son todas válidas en la lógica clásica. Sin embargo, las llamadas lógicas desviadas proporcionan una explicación diferente sobre qué inferencias son válidas. Por ejemplo, la regla de inferencia conocida como eliminación de la doble negación es aceptada en la lógica clásica, pero rechazada en la lógica intuicionista. Esta regla establece que si una proposición no es no verdadera, entonces es verdadera.

### Falacias
Se han descrito varias falacias formales. Son formas inválidas de razonamiento deductivo. Un aspecto adicional de ellas es que parecen ser válidas en algunas ocasiones o en la primera impresión. De este modo, pueden seducir a las personas para que las acepten y las cometan. Un tipo de falacia formal consiste en afirmar el consecuente, como en "si John es soltero, entonces es hombre; John es hombre; por lo tanto, John es soltero". Esto es similar a la regla de inferencia válida llamada modus ponens, pero la segunda premisa y la conclusión se intercambian, por lo que es inválida. Una falacia formal similar es negar el antecedente, como en "si Otelo es soltero, entonces es hombre; Otelo no es soltero; por lo tanto, Otelo no es hombre". Esto es similar a la regla de inferencia válida llamada modus tollens, con la diferencia de que la segunda premisa y la conclusión se intercambian. Otras falacias formales incluyen afirmar una disyunción, negar una conjunción y la falacia del medio no distribuido. Todas ellas tienen en común que la verdad de sus premisas no asegura la verdad de su conclusión. Pero aun así, puede ocurrir por coincidencia que tanto las premisas como la conclusión de las falacias formales sean verdaderas.

### Reglas definitorias y estratégicas
Las reglas de inferencia son reglas definitorias: determinan si un argumento es deductivamente válido o no. Pero los razonadores generalmente no solo están interesados en hacer cualquier tipo de argumento válido. En cambio, suelen tener un punto o una conclusión específica que desean probar o refutar. Así que, dado un conjunto de premisas, se enfrentan al problema de elegir las reglas de inferencia relevantes para que su deducción llegue a la conclusión deseada. Este problema pertenece al campo de las reglas estratégicas: la cuestión de qué inferencias hay que sacar para apoyar la propia conclusión. La distinción entre reglas definitorias y estratégicas no es exclusiva de la lógica: también se encuentra en varios juegos. En el ajedrez, por ejemplo, las reglas definitorias establecen que los alfiles solo pueden moverse en diagonal, mientras que las reglas estratégicas recomiendan controlar el centro y proteger al rey si se pretende ganar. En este sentido, las reglas definitorias determinan si uno juega ajedrez u otra cosa, mientras que las reglas estratégicas determinan si uno es buen o mal como ajedrecista. Lo mismo se aplica al razonamiento deductivo: ser un razonador efectivo implica dominar tanto las reglas definitorias como las estratégicas.

## Diferencia del razonamiento ampliativo
El razonamiento deductivo se suele contraponer al razonamiento no deductivo o ampliativo. El rasgo distintivo de las inferencias deductivas válidas es que es imposible que sus premisas sean verdaderas y su conclusión falsa. De este modo, las premisas proporcionan el mayor apoyo posible a su conclusión. Las premisas de las inferencias ampliativas también apoyan su conclusión. Pero este apoyo es más débil: no preservan la verdad necesariamente. Así, incluso para los argumentos ampliativos correctos, es posible que sus premisas sean verdaderas y su conclusión falsa. Dos formas importantes de razonamiento ampliativo son el razonamiento inductivo y el abductivo. A veces, el término "razonamiento inductivo" se usa en un sentido muy amplio para abarcar todas las formas de razonamiento ampliativo. Sin embargo, en un uso más estricto, el razonamiento inductivo es solo una forma de razonamiento ampliativo. En el sentido estricto, las inferencias inductivas son formas de generalización estadística. Suelen basarse en muchas observaciones individuales que muestran un cierto patrón. Estas observaciones se utilizan luego para llegar a una conclusión sobre una entidad aún no observada o sobre una ley general. Para las inferencias abductivas, las premisas apoyan la conclusión porque la conclusión es la mejor explicación de por qué las premisas son verdaderas.
El apoyo que los argumentos ampliativos proporcionan para su conclusión viene en grados: algunos argumentos ampliativos son más fuertes que otros. Esto suele explicarse en términos de probabilidad: las premisas hacen más probable que la conclusión sea verdadera. Los argumentos ampliativos fuertes hacen que su conclusión sea muy probable, pero no absolutamente cierta. Un ejemplo de razonamiento ampliativo es la inferencia de la premisa "todos los cuervos de una muestra aleatoria de 3200 cuervos son negros" a la conclusión "todos los cuervos son negros": la extensa muestra aleatoria hace que la conclusión sea muy probable, pero no excluye que haya raras excepciones. En este sentido, el razonamiento ampliativo es derrotable: puede ser necesario retractarse de una conclusión anterior al recibir nueva información relacionada. El razonamiento ampliativo es muy común en el discurso cotidiano y en las ciencias.
Un inconveniente importante del razonamiento deductivo es que no conduce a información genuinamente nueva. Esto significa que la conclusión solo repite la información ya encontrada en las premisas. El razonamiento ampliativo, por otro lado, va más allá de las premisas al llegar a información genuinamente nueva. Una dificultad para esta caracterización es que hace que el razonamiento deductivo parezca inútil: si la deducción no es informativa, no está claro por qué la gente la usaría y estudiaría. Se ha sugerido que este problema puede resolverse distinguiendo entre información superficial y profunda. Desde este punto de vista, el razonamiento deductivo no es informativo en el nivel de profundidad, en contraste con el razonamiento ampliativo. Pero puede seguir siendo valioso en el nivel superficial al presentar la información en las premisas de una manera nueva y, a veces, sorprendente.
Un concepto erróneo popular de la relación entre deducción e inducción identifica su diferencia en el nivel de afirmaciones particulares y generales. Según este punto de vista, las inferencias deductivas parten de premisas generales y sacan conclusiones particulares, mientras que las inferencias inductivas parten de premisas particulares y sacan conclusiones generales. Esta idea a menudo está motivada por ver la deducción y la inducción como dos procesos inversos que se complementan: la deducción va de lo general a lo específico, mientras que la inducción va de lo específico a lo general. Pero este es un concepto erróneo que no refleja cómo se define la deducción válida en el campo de la lógica: una deducción es válida si es imposible que sus premisas sean verdaderas y su conclusión falsa, independientemente de si las premisas o la conclusión son particulares o generales. Debido a esto, algunas inferencias deductivas tienen una conclusión general y otras tienen también premisas particulares.

## En varios campos

### Psicología cognitiva
La psicología cognitiva estudia los procesos psicológicos responsables del razonamiento deductivo. Se preocupa, entre otras cosas, de cuán buenas son las personas para sacar inferencias deductivas válidas. Esto incluye el estudio de los factores que afectan a su rendimiento, su tendencia a cometer falacias y los sesgos subyacentes. Un hallazgo notable en este campo es que el tipo de inferencia deductiva tiene un impacto significativo sobre si la conclusión correcta es sacada. En un metanálisis de 65 estudios, por ejemplo, el 97 % de los sujetos evaluaron correctamente las inferencias del modus ponens, mientras que la tasa de éxito para el modus tollens fue solo el 72 %. Por otro lado, incluso algunas falacias como afirmar el consecuente o negar el antecedente fueron consideradas como argumentos válidos por la mayoría de los sujetos. Un factor importante para estos errores es si la conclusión parece inicialmente plausible: cuanto más creíble es la conclusión, mayor es la probabilidad de que un sujeto confunda una falacia con un argumento válido.
Un sesgo importante es el matching bias, que suele ilustrarse con la tarea de selección de Wason. En un experimento de Peter Wason, citado a menudo, se presentan 4 cartas al participante. En un caso, los lados visibles muestran los símbolos D, K, 3 y 7 en las diferentes cartas. Se le dice al participante que "cada carta que tiene una D en un lado tiene un 3 en el otro lado". Su tarea consiste en identificar qué cartas hay que girar para confirmar o refutar esta afirmación condicional. La respuesta correcta, solo dada por alrededor del 10%, son las cartas D y 7. Muchos seleccionan la carta 3 en su lugar, aunque la afirmación condicional no implica ningún requisito sobre qué símbolos se pueden encontrar en el lado opuesto de la carta 3. Pero este resultado puede cambiar drásticamente si se utilizan símbolos diferentes: los lados visibles muestran "beber una cerveza", "beber una coca cola", "16 años de edad" y "22 años de edad" y se pide a los participantes que evalúen la afirmación "si una persona está bebiendo cerveza, entonces debe tener más de 19 años". En este caso, el 74% de los participantes identificó correctamente que hay que girar a las cartas "beber cerveza" y "16 años de edad". Estos hallazgos sugieren que la capacidad de razonamiento deductivo está fuertemente influenciada por el contenido de las afirmaciones involucradas y no solo por la forma lógica abstracta de la tarea: cuanto más realistas y concretos son los casos, mejor tienden a desempeñarse los sujetos.
Otro sesgo se llama "negative conclusion bias", que ocurre cuando una de las premisas tiene la forma de un condicional material negativo, como en "Si la carta no tiene una A a la izquierda, entonces tiene un 3 a la derecha. La carta no tiene un 3 a la derecha. Por lo tanto, la carta tiene una A a la izquierda". La mayor tendencia a juzgar mal la validez de este tipo de argumento no está presente para los condicionales materiales positivos, como en "Si la carta tiene una A a la izquierda, entonces tiene un 3 a la derecha. La carta no tiene un 3 a la derecha. Por lo tanto, la carta no tiene una A a la izquierda".

#### Teorías psicológicas del razonamiento deductivo
Se han propuesto varias teorías psicológicas del razonamiento deductivo. Estas teorías tienen como objetivo explicar cómo funciona el razonamiento deductivo en relación con los procesos psicológicos subyacentes responsables. A menudo se utilizan para explicar los hallazgos empíricos, como por qué los razonadores humanos son más susceptibles a algunos tipos de falacias que a otros.
Una distinción importante es entre las teorías de la lógica mental, a veces también denominadas teorías de las reglas mentales, y las teorías de los modelos mentales. Las teorías de la lógica mental ven el razonamiento deductivo como un proceso similar al lenguaje que ocurre a través de la manipulación de representaciones. Esto se hace aplicando reglas sintácticas de inferencia de una manera muy similar a como los sistemas de deducción natural transforman sus premisas para llegar a una conclusión. Desde este punto de vista, algunas deducciones son más sencillas que otras, ya que involucran menos pasos inferenciales. Esta idea puede utilizarse, por ejemplo, para explicar por qué los seres humanos tienen más dificultades con algunas deducciones, como el modus tollens, que con otras, como el modus ponens: porque las formas más propensas a errores no tienen una regla de inferencia nativa, sino que deben calcularse combinando varios pasos inferenciales con otras reglas de inferencia. En tales casos, el trabajo cognitivo adicional hace que las inferencias estén más expuestas al error.
Las teorías de los modelos mentales, por otro lado, sostienen que el razonamiento deductivo involucra modelos o representaciones mentales de posibles estados del mundo sin el medio del lenguaje o las reglas de inferencia. Para evaluar si una inferencia deductiva es válida, el razonador construye mentalmente modelos que son compatibles con las premisas de la inferencia. Luego, la conclusión se prueba observando estos modelos y tratando de encontrar un contraejemplo en el que la conclusión sea falsa. La inferencia es válida si no se puede encontrar tal contraejemplo. Para reducir el trabajo cognitivo, solo se representan aquellos modelos en los que las premisas son verdaderas. Debido a esto, la evaluación de algunas formas de inferencia solo requiere la construcción de muy pocos modelos, mientras que para otras se necesitan muchos modelos diferentes. En este último caso, el trabajo cognitivo adicional requerido hace que el razonamiento deductivo sea más propenso a errores, lo que explica el aumento de la tasa de error observada. Esta teoría también puede explicar por qué algunos errores dependen del contenido y no de la forma del argumento. Por ejemplo, cuando la conclusión de un argumento es muy plausible, los sujetos pueden carecer de la motivación para buscar contraejemplos entre los modelos construidos.
Tanto las teorías de la lógica mental como las de los modelos mentales asumen que hay un mecanismo de razonamiento de propósito general que se aplica a todas las formas de razonamiento deductivo. Pero también hay relatos alternativos que postulan varios mecanismos de razonamiento de propósito especial para diferentes contenidos y contextos. En este sentido, se ha afirmado que los humanos poseen un mecanismo especial para los permisos y las obligaciones, específicamente para detectar engaños en los intercambios sociales. Esto puede servir para explicar por qué los humanos suelen tener más éxito en sacar inferencias válidas si los contenidos involucran el comportamiento humano en relación con las normas sociales. Otro ejemplo es la llamada teoría del proceso dual. Esta teoría postula que hay dos sistemas cognitivos distintos responsables del razonamiento. Su interrelación puede utilizarse para explicar los sesgos comúnmente observados en el razonamiento deductivo. El Sistema 1 es el sistema más antiguo en términos de evolución. Se basa en el aprendizaje asociativo y ocurre de forma rápida y automática sin demandar muchos recursos cognitivos. El sistema 2, por otro lado, es de origen evolutivo más reciente. Es lento y cognitivamente exigente, pero también más flexible y bajo control deliberado. La teoría del proceso dual postula que el sistema 1 es el sistema predeterminado que guía la mayor parte de nuestro razonamiento cotidiano de una manera pragmática. Pero para problemas particularmente difíciles en el nivel lógico, se emplea el sistema 2. El sistema 2 es principalmente responsable del razonamiento deductivo.

#### Inteligencia
La habilidad del razonamiento deductivo es un aspecto importante de la inteligencia y muchas pruebas de inteligencia incluyen problemas que requieren inferencias deductivas. Debido a esta relación con la inteligencia, la deducción es muy relevante para la psicología y las ciencias cognitivas. Pero el tema del razonamiento deductivo también es pertinente a las ciencias de la computación, por ejemplo, en la creación de la inteligencia artificial.

### Epistemología
El razonamiento deductivo juega un papel importante en la epistemología. La epistemología se ocupa de la cuestión de la justificación, es decir, de señalar qué creencias están justificadas y por qué. Las inferencias deductivas son capaces de transferir la justificación de las premisas a la conclusión. Así, mientras que la lógica se interesa por cómo la deducción preserva la verdad, la epistemología se interesa por cómo la deducción preserva la justificación. Hay diferentes teorías que intentan explicar por qué el razonamiento deductivo preserva la justificación. Según el confiabilismo, esto es así porque las deducciones preservan la verdad: son procesos confiables que aseguran una conclusión verdadera si las premisas son verdaderas. Algunos teóricos sostienen que el pensador debe tener una conciencia explícita de la naturaleza preservadora de la verdad de la inferencia para que la justificación se transfiera de las premisas a la conclusión. Una consecuencia de tal punto de vista es que, para los niños pequeños, esta transferencia deductiva no tiene lugar, ya que carecen de esta conciencia específica.

## Conceptos y teorías relacionados

### Deductivismo
El deductivismo es una posición filosófica que da primacía al razonamiento o argumentos deductivos sobre sus contrapartes no deductivas. A menudo se entiende como la afirmación evaluativa de que solo las inferencias deductivas son inferencias buenas o correctas. Esta teoría tendría consecuencias de gran alcance para diversos campos, ya que implica que las reglas de la deducción son "el único estándar de evidencia aceptable". De este modo, se niega la racionalidad o corrección de las diferentes formas de razonamiento inductivo. Algunas formas del deductivismo expresan esto en términos de grados de razonabilidad o probabilidad. Por lo general, se considera que las inferencias inductivas proporcionan un cierto grado de apoyo a su conclusión: hacen más probable que su conclusión sea verdadera. El deductivismo afirma que tales inferencias no son racionales: las premisas o aseguran su conclusión, como en el razonamiento deductivo, o no proporcionan ningún apoyo en absoluto.
Una motivación para el deductivismo es el problema de la inducción introducido por David Hume. Consiste en el desafío de explicar cómo o si las inferencias inductivas basadas en experiencias pasadas apoyan las conclusiones sobre eventos futuros. Por ejemplo, un pollo llega a esperar, basándose en todas sus experiencias pasadas, que la persona que entra en su gallinero lo alimentará, hasta que un día la persona "por fin le retuerce el cuello". Según el falsacionismo de Karl Popper, el razonamiento deductivo por sí solo es suficiente. Esto se debe a su naturaleza de preservación de la verdad: una teoría puede ser falsificada si una de sus consecuencias deductivas es falsa. Así, aunque el razonamiento inductivo no ofrece evidencia positiva para una teoría, la teoría sigue siendo un competidor viable hasta que sea falsificada por la observación empírica. En este sentido, la deducción por sí sola es suficiente para discriminar entre las hipótesis en competencia sobre cuál es el caso. El hipotético-deductivismo es un método científico estrechamente relacionado, según el cual la ciencia progresa formulando hipótesis y luego tiene como objetivo falsificarlas, tratando de hacer observaciones que van en contra de sus consecuencias deductivas.

### Deducción natural
El término "deducción natural" se refiere a una clase de sistemas de prueba basados en reglas de inferencia evidentes. Los primeros sistemas de deducción natural fueron desarrollados por Gerhard Gentzen y Stanislaw Jaskowski en la década de 1930. La motivación principal fue ofrecer una presentación simple del razonamiento deductivo que refleje fielmente cómo se produce realmente el razonamiento. En este sentido, la deducción natural contrasta con otros sistemas de prueba menos intuitivos, como los sistemas deductivos al estilo de Hilbert, que emplean esquemas axiomáticos para expresar verdades lógicas. La deducción natural, por otro lado, evita los esquemas axiomáticos al incluir muchas reglas de inferencia diferentes que pueden utilizarse para formular pruebas. Estas reglas de inferencia expresan cómo se comportan las constantes lógicas. Suelen dividirse en reglas de introducción y reglas de eliminación. Las reglas de introducción especifican bajo qué condiciones se puede introducir una constante lógica en una nueva oración de la prueba. Por ejemplo, la regla de introducción para la constante lógica "{\displaystyle \land }" (y) es "{\displaystyle {\frac {A,B}{(A\land B)}}}". Expresa que, dadas las premisas "{\displaystyle A}" y "{\displaystyle B}" individualmente, se puede sacar la conclusión "{\displaystyle A\land B}" y así incluirla en la prueba. De esta manera, el símbolo "{\displaystyle \land }" se introduce en la prueba. La eliminación de este símbolo se rige por otras reglas de inferencia, como la regla de eliminación "{\displaystyle {\frac {(A\land B)}{A}}}" que establece que se puede deducir la oración "{\displaystyle A}" de la premisa "{\displaystyle (A\land B)}". Se dan reglas de introducción y eliminación similares para otras constantes lógicas, como el operador proposicional "{\displaystyle \lnot }", los conectivos proposicionales "{\displaystyle \lor }" y "{\displaystyle \rightarrow }", y los cuantificadores "{\displaystyle \exists }" y "{\displaystyle \forall }".
El enfoque en las reglas de inferencia en lugar de los esquemas axiomáticos es una característica importante de la deducción natural. Sin embargo, no existe un acuerdo general sobre cómo debe definirse la deducción natural. Algunos teóricos sostienen que todos los sistemas de prueba con esta característica son formas de deducción natural. Esto incluiría varias formas de cálculos de secuentes o cálculos de tablas. Pero otros teóricos usan el término en un sentido más estricto, por ejemplo, para referirse a los sistemas de prueba desarrollados por Gentzen y Jaskowski. Debido a su simplicidad, la deducción natural se utiliza a menudo para enseñar lógica a los estudiantes.

### Método geométrico
El método geométrico o mátemático es un método de filosofía basado en el razonamiento deductivo. Parte de un pequeño conjunto de axiomas evidentes y trata de construir un sistema lógico integral basado solo en inferencias deductivas de estos primeros axiomas. El primero que usó este método en una obra filosófica fue al astrólogo y matemático Jean-Baptiste Morin. Posteriormente Descartes, a pedido de Mersenne, lo usó para compendiar los principales razonamientos de sus Meditaciones metafísicas y Baruch Spinoza lo adoptó para su obra principal, la Ética. El método recibe su nombre de las formas de demostración matemática que se encuentran en la geometría tradicional, que suelen basarse en axiomas, definiciones y teoremas inferidos. Una motivación importante del método geométrico es repudiar el escepticismo filosófico al fundamentar el propio sistema filosófico en axiomas absolutamente ciertos. El razonamiento deductivo es fundamental para este esfuerzo debido a su naturaleza necesariamente preservadora de la verdad. De esta manera, la certeza invertida inicialmente solo en los axiomas se transfiere a todas las partes del sistema filosófico.
Una crítica recurrente de los sistemas filosóficos construidos utilizando el método geométrico es que sus axiomas iniciales no son tan evidentes o ciertos como proclaman sus defensores. Este problema va más allá del razonamiento deductivo en sí, que solo asegura que la conclusión es verdadera si las premisas son verdaderas, pero no que las premisas en sí son verdaderas. Por ejemplo, el sistema filosófico de Spinoza ha sido criticado de este modo basándose en objeciones planteadas contra el axioma causal, es decir, que "el conocimiento de un efecto depende e implica el conocimiento de su causa". Una crítica diferente no se dirige a las premisas sino al razonamiento mismo, que a veces puede asumir implícitamente premisas que en sí mismas no son evidentes.